# Ingoldiella fibulata
Ingoldiella fibulata är en svampart som beskrevs av Nawawi 1973. Ingoldiella fibulata ingår i släktet Ingoldiella och familjen Hydnaceae.   Inga underarter finns listade i Catalogue of Life.